# Турки в Болгарии

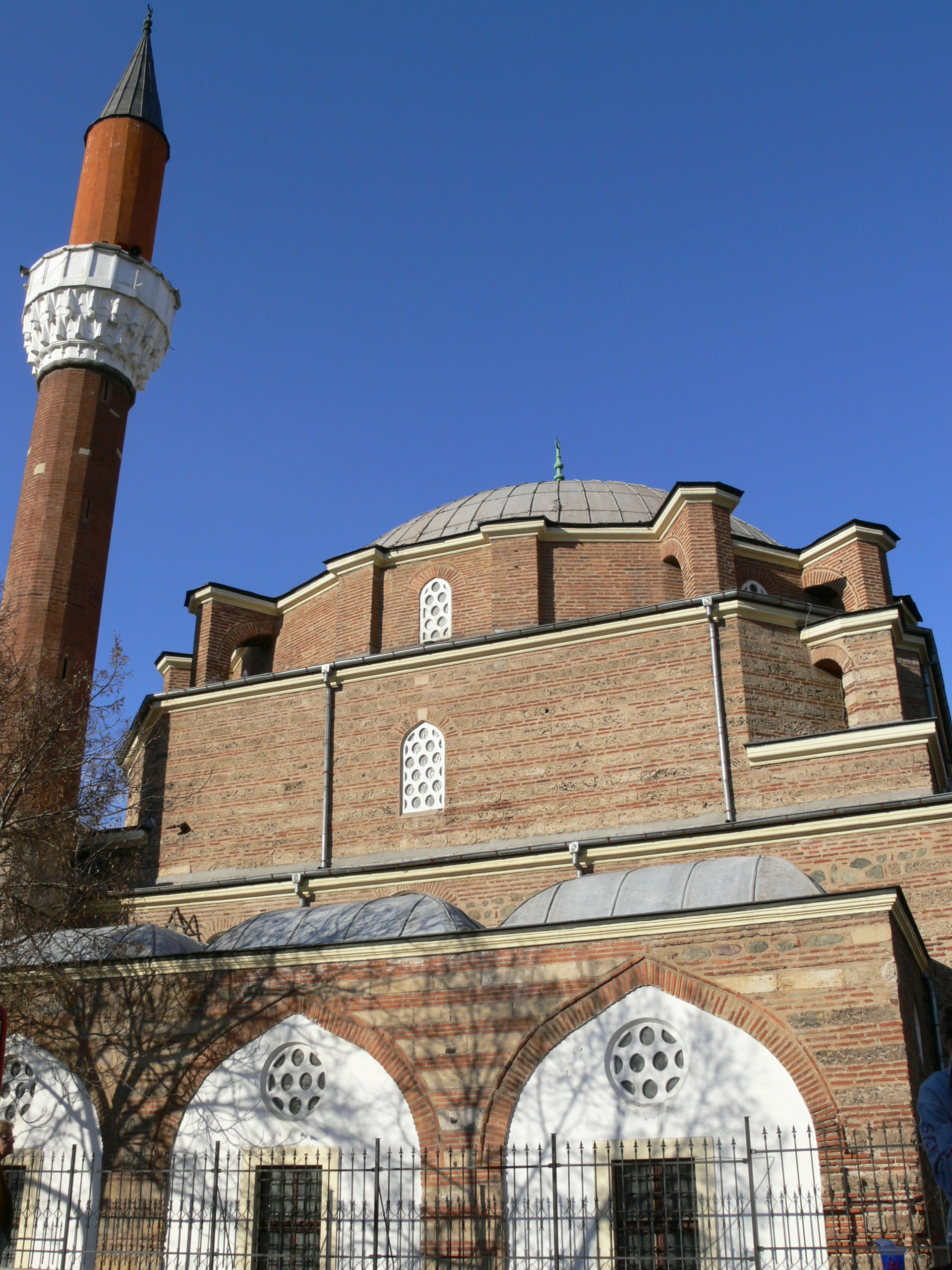
Мечеть Баня Баши в Софии

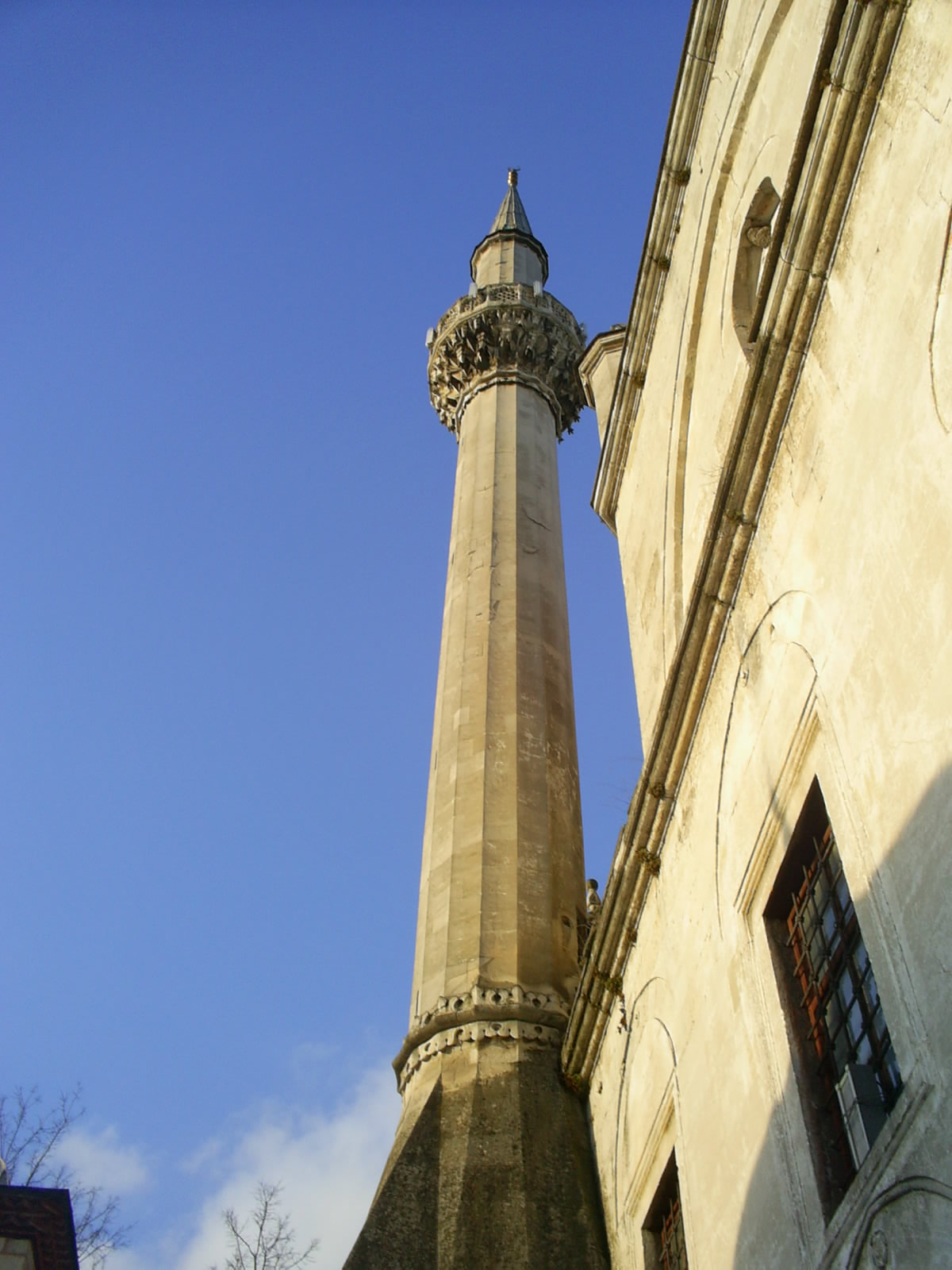
Мечеть Томбул в Шумене

Флаг болгарских турок

Ту́рки в Болга́рии (также болгарские турки — тур. Bulgaristan Türkleri, болг. Турци в България) — вторая по численности этническая, языковая и религиозная группа в составе населения современной Республики Болгария после собственно болгар. По последней переписи населения 2011 года турки составляли 8,5 % населения страны или 588 тыс. человек. По вероисповеданию преимущественно — мусульмане-сунниты, имеются также шииты — около 50 000 человек, и небольшое количество христиан (православные, протестанты и католики). Проживают компактно на юго-востоке страны (Фракия); в городе Кырджали составляют 62 % населения, в Кырджалийской области — 66,2 %. Много турок проживает также в таких городах как Разград, Шумен, Силистра и в сельской местности на северо-востоке страны (Южная Добруджа), в Разградской области — 50,0 %. Родной язык — турецкий, большинство владеет также болгарским (язык среднего образования в Болгарии), многие владеют русским, немецким и другими языками.
Болгарские турки юго-востока страны — потомки турецких переселенцев (юрюки); на северо-востоке страны — потомки ассимилированных болгар и представителей кочевых тюркских племён самого разнообразного происхождения (куманы, печенеги, урумы, татары, разного рода мухаджиры и прочие).
Точное количество турок в Болгарии установить проблематично, потому что некоторые представители мусульманских этнических меньшинств (цыгане, черкесы, помаки) представляются турками во время переписи.

## История
Долгое время занимая привилегированное положение в обществе османской Болгарии, мусульмане вообще и турки в частности вынуждены были смириться с утратой поддержки со стороны политической власти после независимости Болгарии в 1878 году и постепенным проведением политики болгаризации в стране.
Особую известность получила кампания правительства Живкова, известная как Возродительный процесс, в ходе которой турок принуждали изменять имена на болгарские. Многие из них предпочли эмигрировать в Турцию, где в настоящее время проживает 326 тыс. турецких уроженцев Болгарии.

## Современность
В течение последних нескольких лет турки Болгарии безуспешно добиваются разрешения властей на организацию ежедневной 10-минутной турецкоязычной новостной передачи на государственном телеканале. Этому противится Национальный союз «Атака» и его лидер Волен Сидеров, тогда как руководитель правящей партии Граждане за европейское развитие Болгарии Бойко Борисов считает, что для решения этого вопроса необходимо провести всенародный референдум.
Интересы турецкого меньшинства в Болгарии представляют партии «Движение за права и свободы» и «Демократы за ответственность, безопасность и толерантность» (ДОСТ).

## Известные представители
- Реджеп Кюпчю — болгарский поэт
- Сильвена Роу — шеф-повар, телеведущая и автор кулинарных книг
- Хиндо Касимов — актёр-юморист
- Вежди Рашидов — скульптор, художник, депутат
- Наим Сулейманоглу — тяжелоатлет, трёхкратный олимпийский чемпион
- Нургю́л Сали́мова — шахматистка, гроссмейстер среди женщин (2019), международный мастер (2019).